# 尚皮尼-拉菲特莱
尚皮尼-拉菲特莱（法語：Champigny-la-Futelaye，法語發音：[ʃɑ̃piɲi la fytlɛ]）是法国厄尔省的一个市镇，位于该省东南部，属于埃夫勒区。该市镇于1845年由原市镇尚皮尼（Champigny）和拉菲特莱（La Futelaye）合并而成。

## 地理
尚皮尼-拉菲特莱（48°51'50"N, 1°17'52"E）面积15.98 平方千米，位于法国诺曼底大区厄尔省，该省份为法国北部内陆省份，北起滨海塞纳省，西接奧恩省和卡爾瓦多斯省，南至厄尔-卢瓦省，东临瓦兹省、瓦兹河谷省和伊夫林省。
与尚皮尼-拉菲特莱接壤的市镇（或旧市镇、城区）包括：布瓦勒鲁瓦、库德尔、拉比、利涅罗勒、穆索-讷维尔、圣安德烈德勒尔、圣洛朗德布瓦。

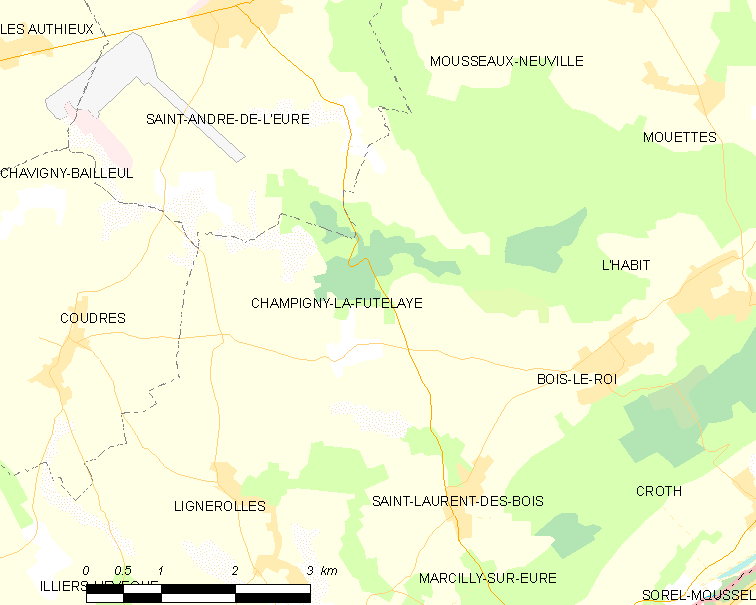
尚皮尼-拉菲特莱的OSM定位图

尚皮尼-拉菲特莱的时区为UTC+01:00、UTC+02:00（夏令时）。

## 行政
尚皮尼-拉菲特莱的邮政编码为27220，INSEE市镇编码为27144。

## 政治
尚皮尼-拉菲特莱所属的省级选区为圣安德烈德勒尔县。

## 人口

1962-2008年间尚皮尼-拉菲特莱人口变化图示

尚皮尼-拉菲特莱于2022年1月1日时的人口数量为272人。